# Irina Melešina
Irina Alekseevna Simagina, Melešina da sposata (in russo Ирина Алексеевна Симагина-Мелешина?; Rjazan', 25 maggio 1982), è una lunghista russa.
Nel 2003 ha conquistato la medaglia d'oro alle Universiadi, l'anno successivo si è aggiudicata la medaglia d'argento alle Olimpiadi di Atene.
Nel 2005 non ha partecipato ai campionati mondiali di Helsinki nonostante si fosse qualificata per la competizione. Nel 2006 ha temporaneamente abbandonato l'attività sportiva a causa della gravidanza.
Nel 2007 ha ripreso l'attività agonistica e l'anno successivo si è classificata terza ai mondiali indoor di Valencia.

## Palmarès
| Anno | Manifestazione    | Sede      | Evento         | Risultato | Prestazione | Note |
| ---- | ----------------- | --------- | -------------- | --------- | ----------- | ---- |
| 2000 | Mondiali juniores | Santiago  | Salto in lungo | 6ª        | 6,21 m      |      |
| 2002 | Europei indoor    | Vienna    | Salto in lungo | 4ª        | 6,64 m      |      |
| 2003 | Europei under 23  | Bydgoszcz | Salto in lungo | Argento   | 6,70 m      |      |
| 2003 | Universiadi       | Taegu     | Salto in lungo | Oro       | 6,49 m      |      |
| 2004 | Olimpiadi         | Atene     | Salto in lungo | Argento   | 7,05 m      |      |
| 2008 | Mondiali indoor   | Valencia  | Salto in lungo | Bronzo    | 6,88 m      |      |
| 2009 | Mondiali          | Berlino   | Salto in lungo | 18ª (q)   | 6,39 m      |      |

## Altre competizioni internazionali
2004
- Coppa Europa di atletica leggera ( Bydgoszcz)

2005
- Coppa Europa di atletica leggera ( Firenze)